# Elektron
Ne doit pas être confondu avec Électron.
Cet article possède des paronymes, voir Électrum et Electrum.
Cet article concerne l'alliage de magnésium. Pour le fabricant suédois d'instruments de musique, voir Elektron (entreprise).

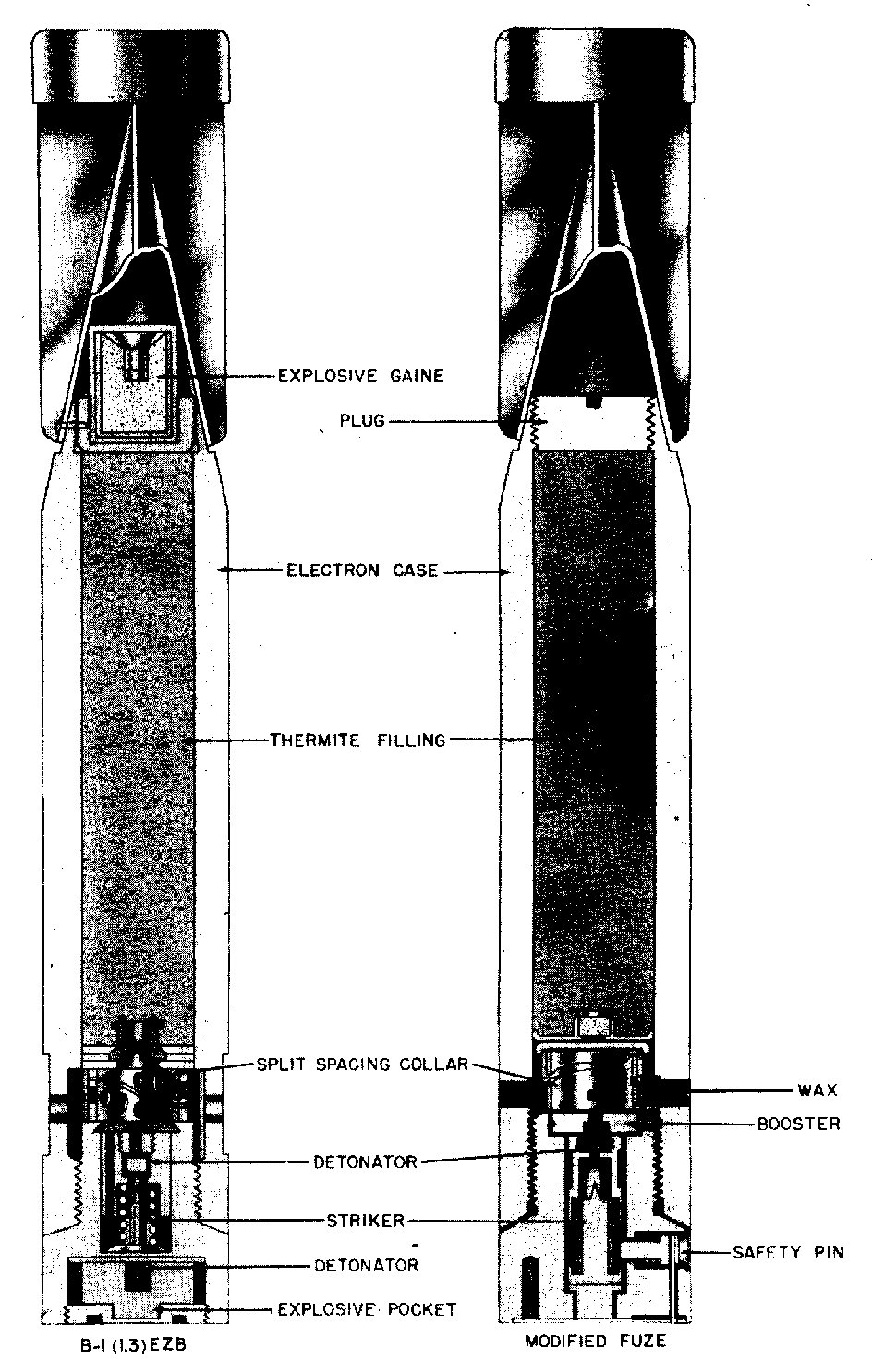
Schéma d'une Elektronbrandbombe B-1E avec des parties fabriquées en elektron.

L’elektron est un alliage de magnésium développé dans l'Empire allemand pendant la Première Guerre mondiale en tant que substitut à l'alliage d'aluminium. L’elektron est exceptionnellement léger et a une densité d'environ 1,8 à comparer à 2,8 pour l'alliage d'aluminium. L’elektron a été utilisé pour fabriquer des bombes incendiaires : l’Elektronbrandbombe B-1E. Une fois mise à feu, elle ne pouvait être éteinte. Elle était si légère que des milliers de bombes pouvaient être transportées par un gros aéroplane, comme le bombardier Zeppelin-Staaken Type R. Elle générait une température si élevée en brûlant qu'elle pouvait pénétrer une plaque de blindage.
Elektron est une marque déposée de Magnesium Elektron Limited pour une gamme d'alliages de magnésium. Les alliages incluent des quantités variables de zirconium, d'argent, de zinc, d'aluminium ou de terres rares. Différentes variantes de l'alliage présentent une résistance à la rupture, au fluage, une thermostabilité ou une résistance à la corrosion accrues. Certains de ces alliages sont parfois utilisés dans le domaine aérospatial et la compétition automobile en raison de la densité relativement faible du magnésium. Dans les années 1950-1960, Robert de Joly conçoit de nouvelles échelles de spéléologie et utilise des barreaux d'elektron à la place des barreaux de bois et à montants en câbles d'acier.